# Albert Lieven
Albert Lieven, född 23 juni 1906 i Hohenstein, Ostpreussen (nu Olsztynek, Polen), död 16 december 1971 i London, England, var en tysk skådespelare. Lieven påbörjade sin skådespelarkarriär under slutet av 1920-talet. Han lämnade Tyskland 1936 och verkade i Storbritannien under andra världskriget. På 1950-talet återkom han till den tyska filmen, men gjorde även roller i internationella filmer.

## Filmografi, urval
- 1932 – Dag ut och natt in
- 1943 – Det började i Berlin
- 1946 – Hjärtats oro
- 1947 – Frieda
- 1948 – Sovvagn till Venedig
- 1955 – Djävulens general
- 1956 – Dårskap i Monte Carlo
- 1960 – Högt spel för friheten
- 1961 – Kanonerna på Navarone
- 1963 – Segrarna